# Acacia linifolia
Espèce
Classification phylogénétique
Acacia linifolia est une espèce de plantes à fleurs du genre Acacia et de la famille des Fabaceae. C'est un arbuste endémique à la côte est de l'Australie.

## Description
Il mesure de 1,5 à 4 mètres de hauteur et donne des fleurs jaunes ou plus souvent crème.